# Ilyas Ansah
Ilyas Ansah (* 8. November 2004 in Lüdenscheid) ist ein deutscher Fußballspieler.

## Karriere

### Verein
Nach seinen Anfängen in der Jugend des SC Lüdenscheid, des VfL Bochum, des TSC Eintracht Dortmund und von den Sportfreunden Siegen wechselte Ansah im Sommer 2022 in die Jugendabteilung des SC Paderborn 07. Für seinen Verein bestritt er zwölf Spiele in der A-Junioren-Bundesliga, bei denen ihm vier Tore gelangen. Ab April 2023 kam er auch zu ersten Einsätzen im Seniorenbereich für die zweite Mannschaft der Paderborner in der Oberliga Westfalen. Im Juni 2023 unterschrieb er bei seinem Verein seinen ersten Profivertrag und kam dort auch zu seinem ersten Einsatz im Profibereich für die erste Mannschaft in der 2. Bundesliga, als er am 22. September 2023, dem 7. Spieltag, beim 1:1-Auswärtsunentschieden gegen den 1. FC Magdeburg in der Startformation stand.
Im Sommer 2025 wechselte er zum 1. FC Union Berlin.

### Nationalmannschaft
Ansah bestritt seit November 2023 bis jetzt zehn Spiele für die U20-Nationalmannschaft des DFB. In diesen schoss er insgesamt fünf Tore.